# 天主教建瓯宗座监牧区
天主教建瓯监牧区（拉丁文：Apostolica Praefectura Kienovensis），是天主教在中国福建省北部设立的一个宗座监牧区。
1931年5月6日，罗马教廷从福州代牧区分设建宁府自治区，1938年1月8日升格为建瓯监牧区。由美国多明我会管理。1950年，有信徒1,450人。

## 历任主教
- 谷源真 （Guglielmo Ferrer Cassidy, O.P.，1937年－1938年）
- Michele Agostino O’Connor, O.P.（1938年－1941年）
- Paolo Adamo Curran, O.P.（1948年－1953年）
- 林佳善主教（2004年－）(2004年由福州教区调往，现滞留福州教区不走，福州又被教宗任命一位宗座署理)